# Militari di carriera
Militari di carriera (Once an Eagle) è una miniserie televisiva statunitense in 7 parti trasmesse per la prima volta dal 1976 al 1977.
È una serie di guerra incentrata sulla carriera trentennale di due militari, dallo scoppio della prima guerra mondiale fino alla seconda.

## Personaggi e interpreti
- Courtenay Massengale (7 episodi, 1976-1977), interpretato da Cliff Potts.
- Tommy Caldwell (7 episodi, 1976-1977), interpretato da Darleen Carr.
- Emily Pawlfrey Massengale (7 episodi, 1976-1977), interpretata da Amy Irving.
- George Caldwell (7 episodi, 1976-1977), interpretato da Glenn Ford.
- Sam Damon (7 episodi, 1976-1977), interpretato da Sam Elliott.
- Ed Caldwell, interpretato da Ralph Bellamy.
- Harry Sheppard, interpretato da Dane Clark.
- Generale McKelvey, interpretato da Andrew Duggan.
- Marge Krisler, interpretata da Lynda Day George.
- Jack Devlin, interpretato da Gary Grimes.
- Alvin Merrick, interpretato da Clu Gulager.
- Ben Krisler, interpretato da Robert Hogan.
- Kitty Damon, interpretata da Kim Hunter.

## Produzione
La serie fu prodotta da Universal TV e girata a Napa Valley in California. Le musiche furono composte da Elmer Bernstein.

### Registi
Tra i registi della serie sono accreditati:
- E.W. Swackhamer in 4 episodi (1976-1977)
- Richard Michaels in 2 episodi (1976-1977)

### Sceneggiatori
Tra gli sceneggiatori della serie sono accreditati:
- Peter S. Fischer
- Anton Myrer

## Distribuzione
La serie fu trasmessa negli Stati Uniti dal 2 dicembre 1976 al 13 gennaio 1977 sulla rete televisiva NBC. In Italia è stata trasmessa con il titolo Militari di carriera.
Alcune delle uscite internazionali sono state:
- negli Stati Uniti il 2 dicembre 1976 (Once an Eagle)
- nei Paesi Bassi il 21 luglio 1978 (Eens een adelaar)
- in Venezuela (Una vez un águila)
- in Italia (Militari di carriera)